# Peter Friedrich Christian von Borcke
Peter Friedrich Christian von Borcke (* 12. September 1767 in Rosenfelde, Kreis Regenwalde; † 25. Februar 1822 in Schwessow, Kreis Greifenberg) war preußischer Generalmajor und zuletzt Kommandeur des neumärkischen Dragoner-Regiments.

## Leben

### Herkunft
Seine Eltern waren Karl Wilhelm von Borcke (* 1738; † 20. März 1797) und dessen Ehefrau Karoline Helene Wendland.

### Militärlaufbahn
Im Jahr 1780 wurde er Junker im Dragoner-Regiment Nr. 12. Dort wurde er am 7. Juni 1783 Fähnrich und am 10. November 1786 Seconde-Lieutenant. Während des Feldzuges in Polen kämpfte er in der Schlacht bei Rawka und der Belagerung von Warschau. Am 3. Januar 1795 wurde er Premier-Lieutenant, am 9. Oktober 1798 Stabshauptmann und am 4. Dezember 1801 wirklicher Hauptmann. Im Vierten Koalitionskrieg kämpfte er im Gefecht bei Schwartau, bei Königsberg und an der Passarge.
Nach dem Frieden von Tilsit wurde er am 3. September 1807 Major in der Dragoner-Brigade von Wedell. Am 1. Oktober 1808 kam er zum neumärkischen Dragoner-Regiment. Dort wurde er am 26. Juni 1809 Eskadronschef und am 5. September 1812 Kommandeur ad Interim. Während der Befreiungskriege kämpfte er in den Schlachten bei
Großgörschen, Bautzen, Leipzig, Arcis-sur-Aube und Laon. In dieser Zeit erhielt er für die Schlacht bei Hanau den russischen St.-Annen-Orden 2. Klasse und am 19. Mai 1813 das Eiserne Kreuz 2. Klasse für Großgörschen. Am 28. Mai 1813 wurde er als Kommandeur bestätigt. Am 11. August 1813 wurde er zum Oberstleutnant befördert. Dazu erhielt er am 29. September 1813 das Eiserne Kreuz 1. Klasse und bereits am 8. September 1813 wurde er noch zum Oberst befördert. 
Nach dem Krieg am 15. September 1815 erhielt er seinen Abschied mit Pension als Generalmajor. Er starb am 25. Februar 1822 in Schwessow.

### Familie
Peter Friedrich Christian von Borcke heiratete am 20. November 1801 in Jatzel Sophie Eleonore Philippine von Podewils (* 30. April 1755; † 4. August 1812).